# Filmgyártás
A filmgyártás az egész világon más rendszerben működik. Sok hollywoodi film 3D animációt, robottechnikát, CGI-t használ. A filmesek szakszervezetekbe tömörülnek, munkájuk igen jól szervezett, szerződéseikben előre meghatározott tiszteletdíjakat kötnek ki. Európában a filmművészet dominál és nem a filmipar. A fizetések sokszor nagyon alacsonyak, kis stábbal dolgoznak, a forgatási nyersanyaggal takarékosan bánnak.
A filmgyártás lépései négy szakaszra bonthatók:
1. Forgatókönyv
2. Előkészítés
3. Forgatás
4. Utómunkálatok

Egy produkció létrejöttéhez legalább 3 év szükséges. Az első évben megírják és fejlesztik a forgatókönyvet. A második évben előkészítik és leforgatják a filmet. A harmadik évben elkészülnek az utómunkálatok, megszervezik a forgalmazást és a film moziba kerül.

## Forgatókönyv
A forgatókönyvíró a filmötlet alapján szinopszist ír. A szinopszis terjedelme 1–2 oldal, amiben a film cselekményének történetét írja le a film befejezésével együtt. A szinopszisból treatment íródik, ami a film drámai kontextusa három-öt oldalban összefoglalva. Majd elkészül a storyline, ami a mű váza, jelenetsora párbeszédek nélkül. A terjedelme általában 20–30 oldal. Ebből készül el a forgatókönyv első változata.
Kétféle forgatókönyvet különböztetünk meg:
- Eredeti forgatókönyv
- Adaptált forgatókönyv

### Forgatókönyvrészlet (Fény ösvényei)
```
 54. BELSŐ, CSILLÁÉK ELŐSZOBÁJA – NAPPAL

 Csilla belép az ajtón, próbálja tartani magát, és köszönés nélkül azonnal a szobája felé indul.
 Nagyi szobájából televízió hangja és villódzása szűrődik ki.

                                  NAGYI
                    (a szobából túlkiabálja a tévét)
             Te vagy az, kislányom? Ott a süti az asztalon!

```

## Előkészítés
Az irodalmi forgatókönyvből a forgatáshoz storyboard és technikai forgatókönyv készül. A storyboardot a film rendezője a látványtervezővel együtt, a technikai forgatókönyvet a film operatőre a rendezővel közösen készíti. Storyboard magyar filmeknél nagyon ritkán készül, ennek használata inkább az amerikai filmekre jellemző. A stáb a végleges forgatókönyv alapján megkezdi a film előkészítési munkálatait, a gyártásvezető pedig elkészíti a film költségvetését és megszervezi az előkészítést. A rendező és az operatőr külső és belső helyszíneket kutatnak fel. Az operatőr kiválasztja a fővilágosítót, a fővilágosító a világosító csapatot. A naplóvezető (scriptes) elolvassa többször a forgatókönyvet, leméri a film várható idejét, táblázatokat készít, feljegyzi magának a fontos kapcsolódásokat a jelenetek között. A jelmeztervező jelmezterveket készít, a díszlettervező díszletterveket rajzol. Megkezdődik a casting, azaz a szereplőválogatás. Nagyobb költségvetésű filmeknél ez a feladat a casting directorra hárul, egyéb esetben a filmrendezőre. A producer felügyeli a munkákat, valamint megszerzi a film költségvetésében előírt pénzt. Ha elkészült a költségvetés, megvannak a helyszínek, a szereplők, a díszlet és jelmeztervek, felállt a teljes stáb és nem utolsósorban a film rendelkezésére áll a teljes büdzsé, amiből a forgatást és az utómunkálatokat finanszírozni lehet, akkor megkezdődhet a forgatás.

## Forgatás

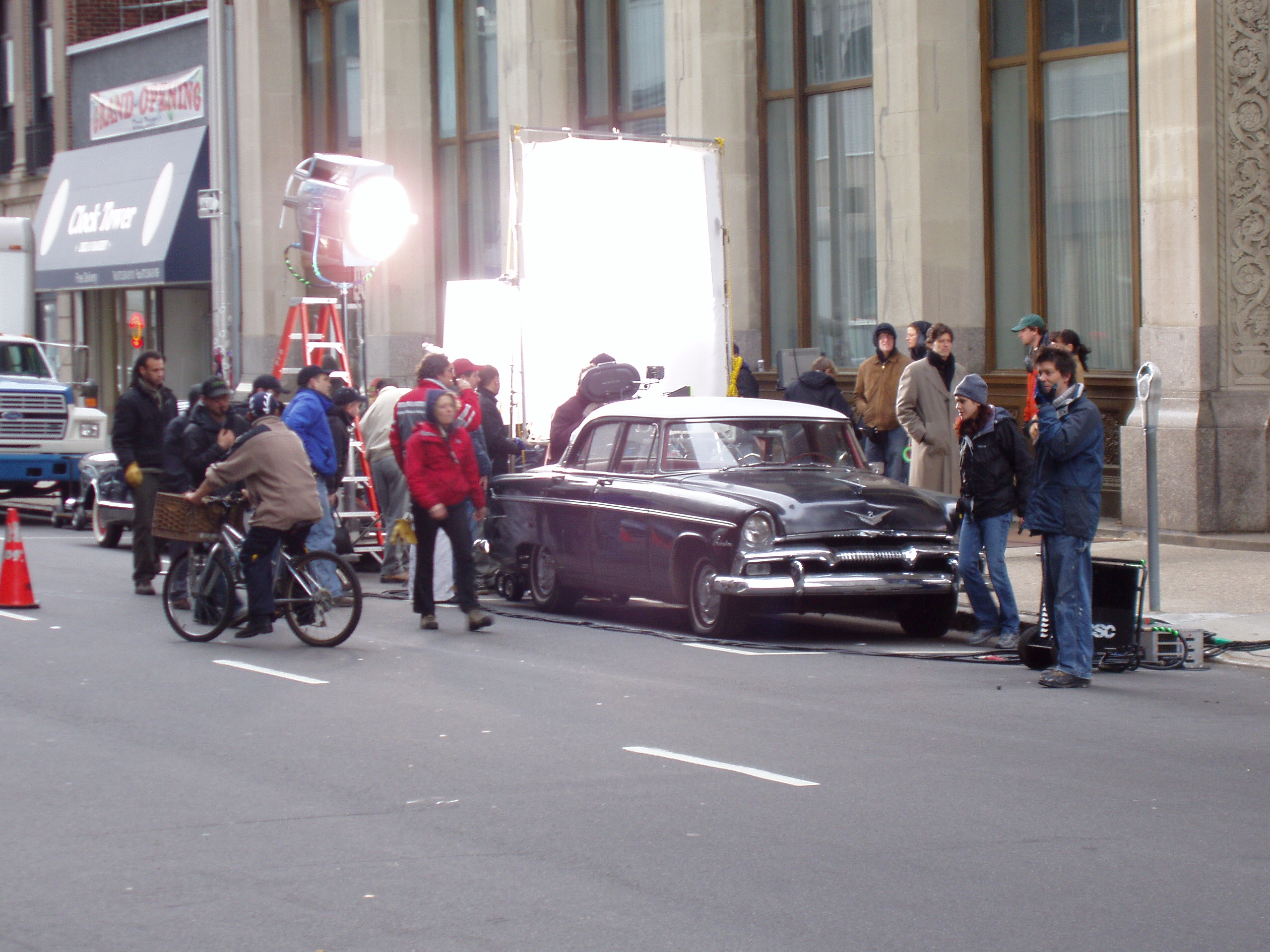
Filmforgatás külső helyszínen

Egy tipikus forgatási nap kezdetén a rendező átnézi a forgatási ütemtervet. Megfelelően beállítják a kellékeket, a világítást és a kamerát. A színészeken elkészítik a sminket/maszkot, frizurát és beöltöztetik őket a film kosztümébe. A színészek elpróbálják az aznapi jeleneteket. A forgatás kezdetét a rendező asszisztens „felvétel!” vagy „tessék” felkiáltásával kezdik, majd a csapó a jelenet számával a forgatási kép előtt „csap”. A színészek a kijelölt helyre állnak vagy a kijelölt (berajzolt) területen belül mozognak. A felvételeket annyiszor ismétlik meg, ahányszor az szükséges vagy ahányszor azt a forgatás költségvetése megengedi. A felvett képet a rendező közben egy videomonitoron keresztül nézi, ami összeköttetésben áll a kamerával. A jelenet hangját fülhallgatón keresztül hallja. A jelenet végének felvételét a rendező „ennyi” felkiáltásával fejezik be. Ha elégedett a rendező a felvétellel, akkor a naplóvezető bejelöli, hogy melyik felvétel tetszett a rendezőnek. A forgatás végén lementik az aznapi digitális nyersanyagot, és a rendező átnézi a musztereket. Rossz felvétel esetén egy másik nap megismételik a nem sikerült jeleneteket.

## Utómunkálatok
A forgatás befejeztével kezdődnek az utómunkálatok. Ebben a rendező, az operatőr, gyártásvezető, a hangmérnök, a vágó és a producer vesz részt.
Az első ilyen utómunka a montírozás, azaz a vágás. A forgatás ideje alatt minden egyes jelenetet csapótáblával vesznek fel. A rajta lévő adatokon megtalálható a film címe, a felvétel dátuma, a jelenet forgatókönyvbéli száma és hogy melyik memóriakártyán található. Mindezeket a naplóvezető jegyzeteiben utólag meg lehet keresni..
A vágás időigényes feladat. Itt kapja meg a film végső formáját, valamint különböző vágás- és trükktechnikák segítségével a rendező és a vágó további művészi kifejezőeszközöket is tud használni. A vágók munkája tehát jelentősen hozzájárul a moziban vetített film leendő sikeréhez vagy bukásához. 
Közben elkészül a film zenéje is. A zenei aláfestés a cselekmény kiegészítéséhez vagy az érzelmek fokozásához jelentősen hozzájárul. A zene mellett felveszik még a különböző hanghatásokat, vagy a hangmérnök kikeresi az archivumából a megfelelőeket, majd mindezeket egységes egésszé keverik, immáron a vágott filmhez igazítva. A végén megtörténik a film fényelése.
Végső fázisként elkészítik a film feliratozását, a főcímet és a stáblistát. Ezt követi a tesztvetítés az amerikai filmek gyakorlatában, ahol felmérik a közönség reakcióit. Ennek függvényében további finomításokat végeznek, egyes jeleneteket újravágnak, másokat lehet, hogy újraforgatnak. Ezután alakul ki a film végleges változata.